# Manuel Ángel Molina Bedoya

Manuel Ángel Molina Bedoya fue un militar guatemalteco, hijo del doctor Pedro Molina Mazariegos y doña María Dolores Bedoya de Molina y hermano de los eminentes diplomáticos Felipe Francisco Molina y Bedoya y Luis Molina y Bedoya. Emigró a Costa Rica junto con su padre. En 1842, siendo Jefe de Estado de Costa Rica el general Francisco Morazán, Manuel Ángel Molina Bedoya participó en un confuso episodio en el departamento de Guanacaste dirigido a raptar a la señorita Josefa Elizondo, apodada la Bella del Guanacaste, que había sido su prometida, pero el intento fracasó. Los amigos de Molina dirigieron entonces un golpe en la ciudad del Guanacaste (hoy Liberia) para apoderarse del mando militar de ese departamento y lo proclamaron Comandante. Poco después, sin embargo, sus adversarios se apoderaron de la comandancia y Manuel Ángel Molina Bedoya fue sometido a consejo de guerra y condenado a muerte. Su padre solicitó a Morazán que le perdonase la vida, pero la petición fue denegada, y tampoco se permitió que acompañase a su hijo en sus últimos momentos. Manuel Ángel Molina Bedoya murió fusilado en Puntarenas, Costa Rica, en 1842.
- Datos: Q5994851